# William J. Martini

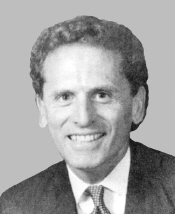
William J. Martini (1995)

William J. Martini (* 10. Februar 1947 in Passaic, New Jersey) ist ein US-amerikanischer Jurist und Politiker. Zwischen 1995 und 1997 vertrat er den Bundesstaat New Jersey im US-Repräsentantenhaus; später wurde er Bundesrichter.

## Werdegang
William Martini besuchte die Passaic High School und studierte danach bis 1968 an der Villanova University in Pennsylvania. Nach einem anschließenden Jurastudium an der Rutgers University wurde er 1972 als Rechtsanwalt zugelassen. Im Jahr 1973 war er stellvertretender Staatsanwalt im Hudson County. Von 1973 bis 1977 fungierte er als stellvertretender Bundesstaatsanwalt für New Jersey. In den folgenden Jahren praktizierte er als privater Rechtsanwalt. Gleichzeitig begann er als Mitglied der Republikanischen Partei eine politische Laufbahn. Er wurde Gemeinderat in Clifton und saß dann von 1992 bis 1994 im Kreisrat des Passaic County.
Bei den Kongresswahlen des Jahres 1994 wurde Martini im achten Wahlbezirk von New Jersey in das US-Repräsentantenhaus in Washington, D.C. gewählt, wo er am 3. Januar 1995 die Nachfolge von Herb Klein antrat. Da er im Jahr 1996 nicht bestätigt wurde, konnte er bis zum 3. Januar 1997 nur eine Legislaturperiode im Kongress absolvieren. Zwischen 1999 und 2002 war Martini Mitglied im Board of Commissioners der Port Authority of New York and New Jersey. Im Januar 2002 wurde er von US-Präsident George W. Bush als Nachfolger von John C. Lifland zum Richter am Bundesbezirksgericht für New Jersey ernannt. Am 10. Februar 2015 wechselte er in den Senior Status und ging damit faktisch in den Ruhestand.